# Abano Terme
Abano Terme (la ciutat va canviar el seu nom Abano Bagni en 1945) és un municipi de la província de Pàdua, a la regió del Vèneto (Itàlia), en el costat est de les muntanyes Euganes; n'és a 10 quilòmetres al sud-est de Pàdua. El 2019 tenia 19.827 habitants (en 1901 només era de 4 556).
Les termes de la ciutat i els banys de fang són les activitats més importants de la ciutat. Les seves aigües sorgeixen a una temperatura d'uns 80º C.

## Etimologia
El nom de la ciutat prové del deu Aponus, que era la deïtat tutelar de les muntanyes Euganes. Els paleovènets van dedicar-li temples a partir de la segona meitat del segle viii aC.

## Història
Els banys eren coneguts pels romans com a Aquae Patavinorum. Una descripció dels banys va ser escrita en una carta de Teodorico el Grande, el rei dels ostrogots. El segle xvii, Salvatore Mandruzzato publica un tractat en tres volums sobre els banys d'Abano, En el primer volum hi tracta aspectes històrics i la seva situació en aquella època.
Un oracle del Gerió estava assentat en les cercanies, i les dites "sourtes Praenestinae", petits cilindres de bronze inscrits fets servir com a oracles, hi van ser trobats en el segle XVI.
Els banys van ser destruïts pels llombards en el segle vi, però van ser reconstruïdes i ampliades quan Abano es va convertir en una comuna autònoma en el segle XII i novament a finals del segle XIV. La ciutat va formar part de la República de Venècia desde 1405 fins a 1797.

## Poblacions agermanades amb Abano Terme
- Shibukawa (Japó)
- Bad Füssing (Baviera, Alemanya)
- Lipik (Croàcia)
- Kamena Vourla (Grècia)